# The Closer/Episodenliste
Diese Episodenliste enthält alle Episoden der US-amerikanischen Fernsehserie The Closer, sortiert nach der US-amerikanischen Erstausstrahlung. Zwischen 2005 und 2012 entstanden in sieben Staffeln 109 Episoden mit einer Länge von jeweils etwa 43 Minuten.

## Übersicht
| Staffel | Episodenanzahl | Erstausstrahlung USA | Erstausstrahlung USA | Deutschsprachige Erstausstrahlung | Deutschsprachige Erstausstrahlung |
| Staffel | Episodenanzahl | Staffelpremiere      | Staffelfinale        | Staffelpremiere                   | Staffelfinale                     |
| ------- | -------------- | -------------------- | -------------------- | --------------------------------- | --------------------------------- |
| 1       | 13             | 13. Juni 2005        | 5. September 2005    | 8. November 2006                  | 31. Januar 2007                   |
| 2       | 15             | 12. Juni 2006        | 4. Dezember 2006     | 7. Februar 2007                   | 16. Mai 2007                      |
| 3       | 15             | 18. Juni 2007        | 3. Dezember 2007     | 2. April 2008                     | 30. Juli 2010                     |
| 4       | 15             | 14. Juli 2008        | 23. Februar 2009     | 18. September 2009                | 8. Januar 2010                    |
| 5       | 15             | 8. Juni 2009         | 21. Dezember 2009    | 15. Januar 2010                   | 30. April 2010                    |
| 6       | 15             | 12. Juli 2010        | 3. Januar 2011       | 18. März 2011                     | 24. Juni 2011                     |
| 7       | 21             | 11. Juli 2011        | 13. August 2012      | 14. März 2012                     | 22. Juli 2013                     |

## Staffel 1
| Nr. (ges.) | Nr. (St.) | Deutscher Titel         | Originaltitel           | Erstausstrahlung USA | Deutschsprachige Erstausstrahlung (VOX) | Regie            | Drehbuch                                                   | Erstausstrahlung ORF eins | Erstausstrahlung SF zwei |
| ---------- | --------- | ----------------------- | ----------------------- | -------------------- | --------------------------------------- | ---------------- | ---------------------------------------------------------- | ------------------------- | ------------------------ |
| 1          | 1         | Aller Anfang ist schwer | Pilot                   | 13. Juni 2005        | 8. Nov. 2006                            | Michael M. Robin | James Duff                                                 | 8. Jan. 2007              | 20. Aug. 2007            |
| 2          | 2         | Tödlicher Luxus         | About Face              | 20. Juni 2005        | 15. Nov. 2006                           | Michael M. Robin | James Duff                                                 | 15. Jan. 2007             | 27. Aug. 2007            |
| 3          | 3         | Russenmafia             | The Big Picture         | 27. Juni 2005        | 22. Nov. 2006                           | Elodie Keene     | Nancy Miller                                               | 22. Jan. 2007             | 3. Sep. 2007             |
| 4          | 4         | Der Heckenschütze       | Show Yourself           | 4. Juli 2005         | 29. Nov. 2006                           | Michael M. Robin | Wendy West                                                 | 29. Jan. 2007             | 17. Sep. 2007            |
| 5          | 5         | Tödliche Pillen         | Flashpoint              | 11. Juli 2005        | 6. Dez. 2006                            | Craig Zisk       | Rick Kellard                                               | 5. Feb. 2007              | 24. Sep. 2007            |
| 6          | 6         | Ein Date mit dem Tod    | Fantasy Date            | 18. Juli 2005        | 13. Dez. 2006                           | Greg Yaitanes    | Roger Wolfson                                              | 12. Feb. 2007             | 1. Okt. 2007             |
| 7          | 7         | Der einzige Zeuge       | You Are Here            | 25. Juli 2005        | 20. Dez. 2006                           | Gloria Muzio     | Hunt Baldwin, John Coveny                                  | 19. Feb. 2007             | 8. Okt. 2007             |
| 8          | 8         | Liebe oder Hass         | Batter Up               | 1. Aug. 2005         | 27. Dez. 2006                           | Arvin Brown      | James Duff                                                 | 5. Mär. 2007              | 15. Okt. 2007            |
| 9          | 9         | Falsche Fährte          | Good Housekeeping       | 8. Aug. 2005         | 3. Jan. 2007                            | Michael M. Robin | Wendy West                                                 | 12. Mär. 2007             | 22. Okt. 2007            |
| 10         | 10        | Ausgedient              | The Butler Did it       | 15. Aug. 2005        | 10. Jan. 2007                           | Tawnia McKiernan | Rick Kellard                                               | 19. Mär. 2007             | 29. Okt. 2007            |
| 11         | 11        | Unter Druck             | L.A. Woman              | 22. Aug. 2005        | 17. Jan. 2007                           | Rick Wallace     | Hunt Baldwin, John Coveny                                  | 26. Mär. 2007             | 5. Nov. 2007             |
| 12         | 12        | Im Fadenkreuz           | Fatal Retraction        | 29. Aug. 2005        | 24. Jan. 2007                           | Gloria Muzio     | Handlung: James Duff Schauspiel: Wendy West, Roger Wolfson | 2. Apr. 2007              | 12. Nov. 2007            |
| 13         | 13        | Angeschwärzt            | Standards and Practices | 5. Sep. 2005         | 31. Jan. 2007                           | Michael M. Robin | James Duff                                                 | 16. Apr. 2007             | 19. Nov. 2007            |

## Staffel 2
| Nr. (ges.) | Nr. (St.) | Deutscher Titel       | Originaltitel             | Erstausstrahlung USA | Deutschsprachige Erstausstrahlung (VOX) | Regie               | Drehbuch                  | Erstausstrahlung ORF eins |
| ---------- | --------- | --------------------- | ------------------------- | -------------------- | --------------------------------------- | ------------------- | ------------------------- | ------------------------- |
| 14         | 1         | Der dritte Mann       | Blue Blood                | 12. Juni 2006        | 7. Feb. 2007                            | Michael M. Robin    | James Duff, Mike Berchem  | 23. Apr. 2007             |
| 15         | 2         | Mit Sack und Pack     | Mom Duty                  | 19. Juni 2006        | 14. Feb. 2007                           | Gloria Muzio        | Wendy West                | 30. Apr. 2007             |
| 16         | 3         | Zwischen den Fronten  | Slippin’                  | 26. Juni 2006        | 21. Feb. 2007                           | Elodie Keene        | Hunt Baldwin, John Coveny | 7. Mai 2007               |
| 17         | 4         | Henkersmahlzeit       | Aftertaste                | 3. Juli 2006         | 28. Feb. 2007                           | Arvin Brown         | Steven Kane               | 14. Mai 2007              |
| 18         | 5         | Auszeit               | To Protect & To Serve     | 10. Juli 2006        | 7. März 2007                            | Elodie Keene        | Adam Belanoff             | 21. Mai 2007              |
| 19         | 6         | Paparazzo             | Out of Focus              | 17. Juli 2006        | 14. März 2007                           | Michael M. Robin    | Hunt Baldwin, John Coveny | 4. Juni 2007              |
| 20         | 7         | Kopflos               | Head Over Heels           | 24. Juli 2006        | 21. März 2007                           | Matt Earl Beesley   | Wendy West                | 11. Juni 2007             |
| 21         | 8         | Tödliches Ritual      | Critical Missing          | 31. Juli 2006        | 28. März 2007                           | Rick Wallace        | James Duff, Mike Berchem  | 18. Juni 2007             |
| 22         | 9         | Tod im OP             | Heroic Measures           | 7. Aug. 2006         | 11. Apr. 2007                           | Nelson McCormick    | Adam Belanoff             | 25. Juni 2007             |
| 23         | 10        | Abhängig              | The Other Woman           | 14. Aug. 2006        | 18. Apr. 2007                           | Lesli Linka Glatter | Steven Kane               | 2. Juli 2007              |
| 24         | 11        | Grenzgänger           | Borderline                | 21. Aug. 2006        | 25. Apr. 2007                           | Rick Wallace        | Hunt Baldwin, John Coveny | 9. Juli 2007              |
| 25         | 12        | Ein mörderischer Plan | No Good Deed              | 28. Aug. 2006        | 2. Mai 2007                             | Charles Haid        | James Duff, Wendy West    | 16. Juli 2007             |
| 26         | 13        | Im Kugelhagel         | Overkill                  | 4. Sep. 2006         | 9. Mai 2007                             | Michael M. Robin    | James Duff, Adam Belanoff | 23. Juli 2007             |
| 27         | 14        | Der Maulwurf (1)      | Serving the King (Part 1) | 4. Dez. 2006         | 16. Mai 2007                            | Arvin Brown         | Hunt Baldwin, John Coveny | 30. Juli 2007             |
| 28         | 15        | Der Maulwurf (2)      | Serving the King (Part 2) | 4. Dez. 2006         | 16. Mai 2007                            | Kevin Bacon         | James Duff, Mike Berchem  | 6. Aug. 2007              |

## Staffel 3
| Nr. (ges.) | Nr. (St.) | Deutscher Titel               | Originaltitel                  | Erstausstrahlung USA | Deutschsprachige Erstausstrahlung (VOX) | Regie            | Drehbuch                                                     | Erstausstrahlung ORF eins |
| ---------- | --------- | ----------------------------- | ------------------------------ | -------------------- | --------------------------------------- | ---------------- | ------------------------------------------------------------ | ------------------------- |
| 29         | 1         | Schattenleben                 | Homewrecker                    | 18. Juni 2007        | 2. Apr. 2008                            | Michael M. Robin | James Duff, Mike Berchem                                     | 21. Apr. 2008             |
| 30         | 2         | Die Mumie                     | Grave Doubt                    | 25. Juni 2007        | 9. Apr. 2008                            | Arvin Brown      | John Coveny, Hunt Baldwin                                    | 28. Apr. 2008             |
| 31         | 3         | Ein Sarg für zwei             | Saving Face                    | 2. Juli 2007         | 16. Apr. 2008                           | Michael Pressman | Adam Belanoff                                                | 5. Mai 2008               |
| 32         | 4         | Gegen die Zeit                | Ruby                           | 9. Juli 2007         | 23. Apr. 2008                           | Michael M. Robin | Handlung: Mike Berchem Schauspiel: Steven Kane               | 19. Mai 2008              |
| 33         | 5         | Rumpelstilzchen               | The Round File                 | 16. Juli 2007        | 30. Apr. 2008                           | Greer Shephard   | Michael Alaimo                                               | 26. Mai 2008              |
| 34         | 6         | Abwehrkräfte                  | Dumb Luck                      | 23. Juli 2007        | 7. Mai 2008                             | Elodie Keene     | Duppy Demetrius                                              | 2. Juni 2008              |
| 35         | 7         | Bandenkrieg                   | Four to Eight                  | 30. Juli 2007        | 14. Mai 2008                            | Arvin Brown      | Ken Martin                                                   | 23. Juni 2008             |
| 36         | 8         | Todesqualen                   | Manhunt                        | 6. Aug. 2007         | 21. Mai 2008                            | Rick Wallace     | James Duff, Mike Berchem                                     | 30. Juni 2008             |
| 37         | 9         | Unter Beschuss                | Blindsided                     | 13. Aug. 2007        | 28. Mai 2008                            | Kevin Bacon      | John Coveny, Hunt Baldwin                                    | 7. Juli 2008              |
| 38         | 10        | Chinatown                     | Culture Shock                  | 20. Aug. 2007        | 4. Juni 2008                            | Elodie Keene     | Adam Belanoff                                                | 14. Juli 2008             |
| 39         | 11        | Versteckspiel                 | Lover’s Leap                   | 27. Aug. 2007        | 16. Juli 2010                           | Jesse Bochco     | Steven Kane                                                  | 21. Juli 2008             |
| 40         | 12        | Bis der Tod euch scheidet (1) | 'Til Death Do Us Part (Part 1) | 3. Sep. 2007         | 23. Juli 2010                           | Roger Young      | Handlung: James Duff Schauspiel: Michael Alaimo              | 28. Juli 2008             |
| 41         | 13        | Bis der Tod euch scheidet (2) | 'Til Death Do Us Part (Part 2) | 10. Sep. 2007        | 23. Juli 2010                           | Michael M. Robin | Handlung: James Duff Schauspiel: Duppy Demetrius             | 4. Aug. 2008              |
| 42         | 14        | Auf der Flucht (1)            | Next of Kin (Part I)           | 3. Dez. 2007         | 30. Juli 2010                           | Scott Ellis      | Handlung: Mike Berchem Schauspiel: Hunt Baldwin, John Coveny | 11. Aug. 2008             |
| 43         | 15        | Auf der Flucht (2)            | Next of Kin (Part II)          | 3. Dez. 2007         | 30. Juli 2010                           | James Duff       | Handlung: Mike Berchem Schauspiel: Adam Belanoff, James Duff | 18. Aug. 2008             |

## Staffel 4
| Nr. (ges.) | Nr. (St.) | Deutscher Titel        | Originaltitel       | Erstausstrahlung USA | Deutschsprachige Erstausstrahlung (VOX) | Regie             | Drehbuch                   | Erstausstrahlung ORF eins |
| ---------- | --------- | ---------------------- | ------------------- | -------------------- | --------------------------------------- | ----------------- | -------------------------- | ------------------------- |
| 44         | 1         | Feuerteufel            | Controlled Burn     | 14. Juli 2008        | 18. Sep. 2009                           | Michael M. Robin  | James Duff, Mike Berchem   | 12. Jan. 2009             |
| 45         | 2         | Fahrerflucht           | Speed Bump          | 21. Juli 2008        | 25. Sep. 2009                           | Arvin Brown       | Hunt Baldwin, John Coveny  | 19. Jan. 2009             |
| 46         | 3         | Erhängt                | Cherry Bomb         | 28. Juli 2008        | 2. Okt. 2009                            | Rick Wallace      | Michael Alaimo             | 26. Jan. 2009             |
| 47         | 4         | Die Rache des Kartells | Live Wire           | 4. Aug. 2008         | 9. Okt. 2009                            | Elodie Keene      | Steven Kane                | 2. Feb. 2009              |
| 48         | 5         | Der Auftragskiller     | Dial M for Provenza | 11. Aug. 2008        | 16. Okt. 2009                           | Arvin Brown       | Adam Belanoff              | 9. Feb. 2009              |
| 49         | 6         | Das Sorgenkind         | Problem Child       | 18. Aug. 2008        | 23. Okt. 2009                           | Scott Ellis       | Duppy Demetrius            | 16. Feb. 2009             |
| 50         | 7         | Auf offener Straße     | Sudden Death        | 25. Aug. 2008        | 30. Okt. 2009                           | Kevin Bacon       | Hunt Baldwin, John Coveny  | 2. Mär. 2009              |
| 51         | 8         | Todesmutig             | Split Ends          | 1. Sep. 2008         | 6. Nov. 2009                            | Roxann Dawson     | Ken Martin, Mike Berchem   | 9. Mär. 2009              |
| 52         | 9         | Letzte Ölung           | Tijuana Brass       | 8. Sep. 2008         | 13. Nov. 2009                           | Anthony Hemingway | James Duff, Mike Berchem   | 16. Mär. 2009             |
| 53         | 10        | Zeitbomben             | Time Bomb           | 15. Sep. 2008        | 20. Nov. 2009                           | Michael M. Robin  | Steven Kane                | 23. Mär. 2009             |
| 54         | 11        | Gottvertrauen          | Good Faith          | 26. Jan. 2009        | 27. Nov. 2009                           | Elodie Keene      | Adam Belanoff              | 30. Mär. 2009             |
| 55         | 12        | Fette Beute            | Junk in the Trunk   | 2. Feb. 2009         | 4. Dez. 2009                            | Scott Ellis       | Duppy Demetrius, Leo Geter | 6. Apr. 2009              |
| 56         | 13        | Ein fauler Deal        | Power of Attorney   | 9. Feb. 2009         | 11. Dez. 2009                           | Rick Wallace      | Michael Alaimo             | 25. Jan. 2010             |
| 57         | 14        | Der Handymörder        | Fate Line           | 16. Feb. 2009        | 18. Dez. 2009                           | James Duff        | Steven Kane                | 1. Feb. 2010              |
| 58         | 15        | In letzter Sekunde     | Double Blind        | 23. Feb. 2009        | 8. Jan. 2010                            | Matthew Penn      | Ken Martin, Leo Geter      | 8. Feb. 2010              |

## Staffel 5
| Nr. (ges.) | Nr. (St.) | Deutscher Titel        | Originaltitel          | Erstausstrahlung USA | Deutschsprachige Erstausstrahlung (VOX) | Regie            | Drehbuch                                                 | Erstausstrahlung ORF eins |
| ---------- | --------- | ---------------------- | ---------------------- | -------------------- | --------------------------------------- | ---------------- | -------------------------------------------------------- | ------------------------- |
| 59         | 1         | Verfahren              | Products of Discovery  | 8. Juni 2009         | 15. Jan. 2010                           | Michael M. Robin | Michael Alaimo                                           | 1. Mär. 2010              |
| 60         | 2         | Blutzoll               | Blood Money            | 15. Juni 2009        | 22. Jan. 2010                           | Rick Wallace     | Steven Kane                                              | 8. Mär. 2010              |
| 61         | 3         | Katzenjammer           | Red Tape               | 22. Juni 2009        | 29. Jan. 2010                           | Rick Wallace     | Duppy Demetrius                                          | 15. Mär. 2010             |
| 62         | 4         | Überdosis              | Walking Back the Cat   | 29. Juni 2009        | 5. Feb. 2010                            | Steve Robin      | Leo Geter                                                | 22. Mär. 2010             |
| 63         | 5         | Querschläger           | Half Load              | 6. Juli 2009         | 12. Feb. 2010                           | Roxann Dawson    | Ken Martin, Mike Berchem                                 | 29. Mär. 2010             |
| 64         | 6         | Der Hochstapler        | Tapped Out             | 13. Juli 2009        | 19. Feb. 2010                           | Adam Arkin       | Adam Belanoff                                            | 5. Apr. 2010              |
| 65         | 7         | Hinterhalt             | Strike Three           | 20. Juli 2009        | 26. Feb. 2010                           | Nelson McCormick | Steven Kane                                              | 12. Apr. 2010             |
| 66         | 8         | Der Rächer             | Elysian Fields         | 27. Juli 2009        | 5. März 2010                            | Nicole Kassell   | Michael Alaimo                                           | 26. Apr. 2010             |
| 67         | 9         | Ein Geständnis zu viel | Identity Theft         | 3. Aug. 2009         | 12. März 2010                           | Rick Wallace     | Handlung: Ken Martin Schauspiel: James Duff, Steven Kane | 3. Mai 2010               |
| 68         | 10        | Mord frei Haus         | Smells Like Murder     | 10. Aug. 2009        | 19. März 2010                           | Michael M. Robin | Duppy Demetrius                                          | 10. Mai 2010              |
| 69         | 11        | Mutterinstinkt         | Maternal Instincts     | 17. Aug. 2009        | 26. März 2010                           | David McWhirter  | Leo Geter                                                | 17. Mai 2010              |
| 70         | 12        | Ausgeliefert           | Waivers of Extradition | 24. Aug. 2009        | 9. Apr. 2010                            | Kevin Bacon      | Adam Belanoff                                            | 31. Mai 2010              |
| 71         | 13        | Hartes Pflaster        | The Life               | 7. Dez. 2009         | 16. Apr. 2010                           | Steve Robin      | Hunt Baldwin, John Coveny                                | 7. Juni 2010              |
| 72         | 14        | Alles bleibt anders    | Make Over              | 14. Dez. 2009        | 23. Apr. 2010                           | Rick Wallace     | Michael Alaimo                                           | 14. Juni 2010             |
| 73         | 15        | Blaue Flecken          | Dead Man’s Hand        | 21. Dez. 2009        | 30. Apr. 2010                           | James Duff       | Duppy Demetrius, Ken Martin                              | 21. Juni 2010             |

## Staffel 6
| Nr. (ges.) | Nr. (St.) | Deutscher Titel    | Originaltitel       | Erstausstrahlung USA | Deutschsprachige Erstausstrahlung (VOX) | Regie            | Drehbuch                    | Erstausstrahlung ORF eins |
| ---------- | --------- | ------------------ | ------------------- | -------------------- | --------------------------------------- | ---------------- | --------------------------- | ------------------------- |
| 74         | 1         | Bausünden          | The Big Bang        | 12. Juli 2010        | 18. März 2011                           | Rick Wallace     | James Duff, Mike Berchem    | 4. Apr. 2011              |
| 75         | 2         | Die tote Nanny     | Help Wanted         | 19. Juli 2010        | 25. März 2011                           | Nelson McCormick | Steven Kane                 | 11. Apr. 2011             |
| 76         | 3         | Bis aufs Blut      | In Custody          | 26. Juli 2010        | 1. Apr. 2011                            | Michael M. Robin | Michael Alaimo              | 18. Apr. 2011             |
| 77         | 4         | Harte Landung      | Layover             | 2. Aug. 2010         | 8. Apr. 2011                            | Steve Robin      | Adam Belanoff               | 25. Apr. 2011             |
| 78         | 5         | Herzlos            | Heart Attack        | 9. Aug. 2010         | 15. Apr. 2011                           | Roxann Dawson    | Ken Martin                  | 2. Mai 2011               |
| 79         | 6         | Ausgebootet        | Off the Hook        | 16. Aug. 2010        | 29. Apr. 2011                           | Michael M. Robin | Duppy Demetrius             | 9. Mai 2011               |
| 80         | 7         | Voreilige Schlüsse | Jump the Gun        | 23. Aug. 2010        | 6. Mai 2011                             | David McWhirter  | Leo Geter                   | 16. Mai 2011              |
| 81         | 8         | Terrorangst        | War Zone            | 30. Aug. 2010        | 13. Mai 2011                            | Steve Robin      | Michael Alaimo              | 23. Mai 2011              |
| 82         | 9         | Tödliches Date     | Last Woman Standing | 6. Sep. 2010         | 20. Mai 2011                            | Stacey K. Black  | Steven Kane                 | 30. Mai 2011              |
| 83         | 10        | Brandgefährlich    | Executive Order     | 13. Sep. 2010        | 27. Mai 2011                            | Michael M. Robin | Adam Belanoff               | 6. Juni 2011              |
| 84         | 11        | Blutige Beute      | Old Money           | 6. Dez. 2010         | 3. Juni 2011                            | Nelson McCormick | Hunt Baldwin, John Coveny   | 13. Juni 2011             |
| 85         | 12        | Ausgedealt         | High Crimes         | 13. Dez. 2010        | 10. Juni 2011                           | Nicole Kassell   | Ralph Gifford, Carson Moore | 20. Juni 2011             |
| 86         | 13        | Blutrache (1)      | Living Proof (1)    | 20. Dez. 2010        | 17. Juni 2011                           | Rick Wallace     | Leo Geter                   |                           |
| 87         | 14        | Blutrache (2)      | Living Proof (2)    | 27. Dez. 2010        | 17. Juni 2011                           | James Duff       | Michael Alaimo, Steven Kane |                           |
| 88         | 15        | Späte Einsicht     | An Ugly Game        | 3. Jan. 2011         | 24. Juni 2011                           | Sheelin Choksey  | Duppy Demetrius             |                           |

## Staffel 7
Die deutschsprachige Erstausstrahlung der ersten 15 Episoden erfolgte von März bis Juli 2012 auf VOX, die der restlichen Episoden ab Juni 2013 auf ORF eins.
| Nr. (ges.) | Nr. (St.) | Deutscher Titel               | Originaltitel                      | Erstausstrahlung USA | Deutschsprachige Erstausstrahlung (VOX/ORF eins) | Regie             | Drehbuch                    | Erstausstrahlung ORF eins |
| ---------- | --------- | ----------------------------- | ---------------------------------- | -------------------- | ------------------------------------------------ | ----------------- | --------------------------- | ------------------------- |
| 89         | 1         | Geldwäsche                    | Unknown Trouble                    | 11. Juli 2011        | 14. März 2012                                    | Nelson McCormick  | Michael Alaimo              | 30. Jan. 2012             |
| 90         | 2         | Tödlicher Streich             | Repeat Offender                    | 18. Juli 2011        | 21. März 2012                                    | Steve Robin       | Steven Kane                 | 6. Feb. 2012              |
| 91         | 3         | In geheimer Mission           | To Serve With Love                 | 25. Juli 2011        | 28. März 2012                                    | Michael Pressman  | Adam Belanoff               | 13. Feb. 2012             |
| 92         | 4         | Sommercamp                    | Under Control                      | 1. Aug. 2011         | 4. Apr. 2012                                     | Rick Wallace      | Duppy Demetrius             | 20. Feb. 2012             |
| 93         | 5         | Vergib uns unsere Schuld      | Forgive Us Our Trespasses          | 8. Aug. 2011         | 11. Apr. 2012                                    | Roxann Dawson     | Leo Geter, Jim Leonard      | 27. Feb. 2012             |
| 94         | 6         | Sparwut                       | Home Improvement                   | 15. Aug. 2011        | 18. Apr. 2012                                    | Sheelin Choksey   | James Duff, Mike Berchem    | 5. Mär. 2012              |
| 95         | 7         | Gefallener Engel              | A Family Affair                    | 22. Aug. 2011        | 25. Apr. 2012                                    | Anthony Hemingway | Michael Alaimo              | 12. Mär. 2012             |
| 96         | 8         | Mundtot                       | Death Warrant                      | 29. Aug. 2011        | 2. Mai 2012                                      | Steve Robin       | Steven Kane                 | 19. Mär. 2012             |
| 97         | 9         | Fauler Köder                  | Star Turn                          | 5. Sep. 2011         | 9. Mai 2012                                      | Stacey K. Black   | Leo Geter                   | 8. Apr. 2013              |
| 98         | 10        | Hetzjagd                      | Fresh Pursuit                      | 12. Sep. 2011        | 16. Mai 2012                                     | Michael M. Robin  | Adam Belanoff               | 15. Apr. 2013             |
| 99         | 11        | Tod nach Lehrplan             | Necessary Evil                     | 28. Nov. 2011        | 23. Mai 2012                                     | Nelson McCormick  | Duppy Demetrius             | 22. Apr. 2013             |
| 100        | 12        | Tod im Kamin                  | You Have the Right to Remain Jolly | 5. Dez. 2011         | 30. Mai 2012                                     | Rick Wallace      | James Duff, Michael Alaimo  | 29. Apr. 2013             |
| 101        | 13        | Beschattet                    | Relative Matters                   | 12. Dez. 2011        | 6. Juni 2012                                     | David McWhirter   | Ken Martin                  | 6. Mai 2013               |
| 102        | 14        | Todesfahrt                    | Road Block                         | 19. Dez. 2011        | 20. Juni 2012                                    | Nelson McCormick  | Jim Leonard                 | 13. Mai 2013              |
| 103        | 15        | Strippenzieher                | Silent Partner                     | 26. Dez. 2011        | 4. Juli 2012                                     | Arvin Brown       | James Duff, Mike Berchem    | 27. Mai 2013              |
| 104        | 16        | Komplizen                     | Hostile Witness                    | 9. Juli 2012         | 17. Juni 2013                                    | Steve Robin       | Steven Kane                 | 17. Juni 2013             |
| 105        | 17        | Ringkampf                     | Fool’s Gold                        | 16. Juli 2012        | 24. Juni 2013                                    | Jon Tenney        | Ralph Gifford, Carson Moore | 24. Juni 2013             |
| 106        | 18        | Kranke Geschäfte              | Drug Fiend                         | 23. Juli 2012        | 1. Juli 2013                                     | Paul McCrane      | Duppy Demetrius             | 1. Juli 2013              |
| 107        | 19        | Priestermord                  | Last Rites                         | 30. Juli 2012        | 8. Juli 2013                                     | David McWhirter   | Leo Geter                   | 8. Juli 2013              |
| 108        | 20        | Verrat                        | Armed Response                     | 6. Aug. 2012         | 15. Juli 2013                                    | Michael M. Robin  | Steven Kane, Jim Leonard    | 15. Juli 2013             |
| 109        | 21        | Der Fall Brenda Leigh Johnson | The Last Word                      | 13. Aug. 2012        | 22. Juli 2013                                    | Michael M. Robin  | James Duff, Mike Berchem    | 22. Juli 2013             |